# Sankt Leonhard am Forst
St. Leonhard am Forst je městys v Rakousku ve spolkové zemi Dolní Rakousy v okrese Melk. Žije zde přibližně 3 000 obyvatel.

## Geografie

### Geografická poloha
St. Leonhard am Forst se nachází ve spolkové zemi Dolní Rakousy v regionu Mostviertel. Rozloha území městyse činí 43,50 km², z nichž přibližně 27% pokrývá les.

### Části obce
Území městyse St. Leonhard am Forst zahrnuje 50 sídel:
- Aichbach
- Altenhofen
- Abfaltersbach
- Au
- Brandstatt bei Au
- Brandstatt bei Oed
- Dangelsbach
- Diesendorf
- Eisguggen
- Eselsteiggraben
- Fachelberg
- Gassen
- Geigenberg
- Grillenreith
- Grimmegg
- Großweichselbach
- Grub bei Harbach
- Haindorf
- Harbach
- Haslach
- Hochstraß
- Hohenreith
- Hörgerstall
- Hub an der Mank
- Kerndl
- Kleinweichselbach
- Kühberg
- Lachau
- Lehenleiten
- Lunzen
- Oed bei Haslach
- Pöllendorf
- Pühra
- Reith bei Vornholz
- Reith bei Weichselbach
- Rinn
- Ritzenberg
- Ritzengrub
- Sandeben
- Sankt Leonhard am Forst
- Schönbuch
- Schweining
- Seimetzbach
- Steghof
- Steinbach
- Straß
- Thal
- Urbach
- Vornholz
- Wegscheid

### Sousední obce
- na severu: Zelking-Matzleinsdorf, Melk, Schollach
- na východě: Hürm
- na jihu: Mank, Kirnberg an der Mank
- na západě: Oberndorf an der Melk (okres Scheibbs), Ruprechtshofen

## Kultura a památky

### Stavby
- Zřícenina Peilstein v Thalu
- Zbytky opevnění hradu Vornholz
- Zbytky opevnění hradu Peillenstein
- Farní kostel sv. Leonarda

## Galerie

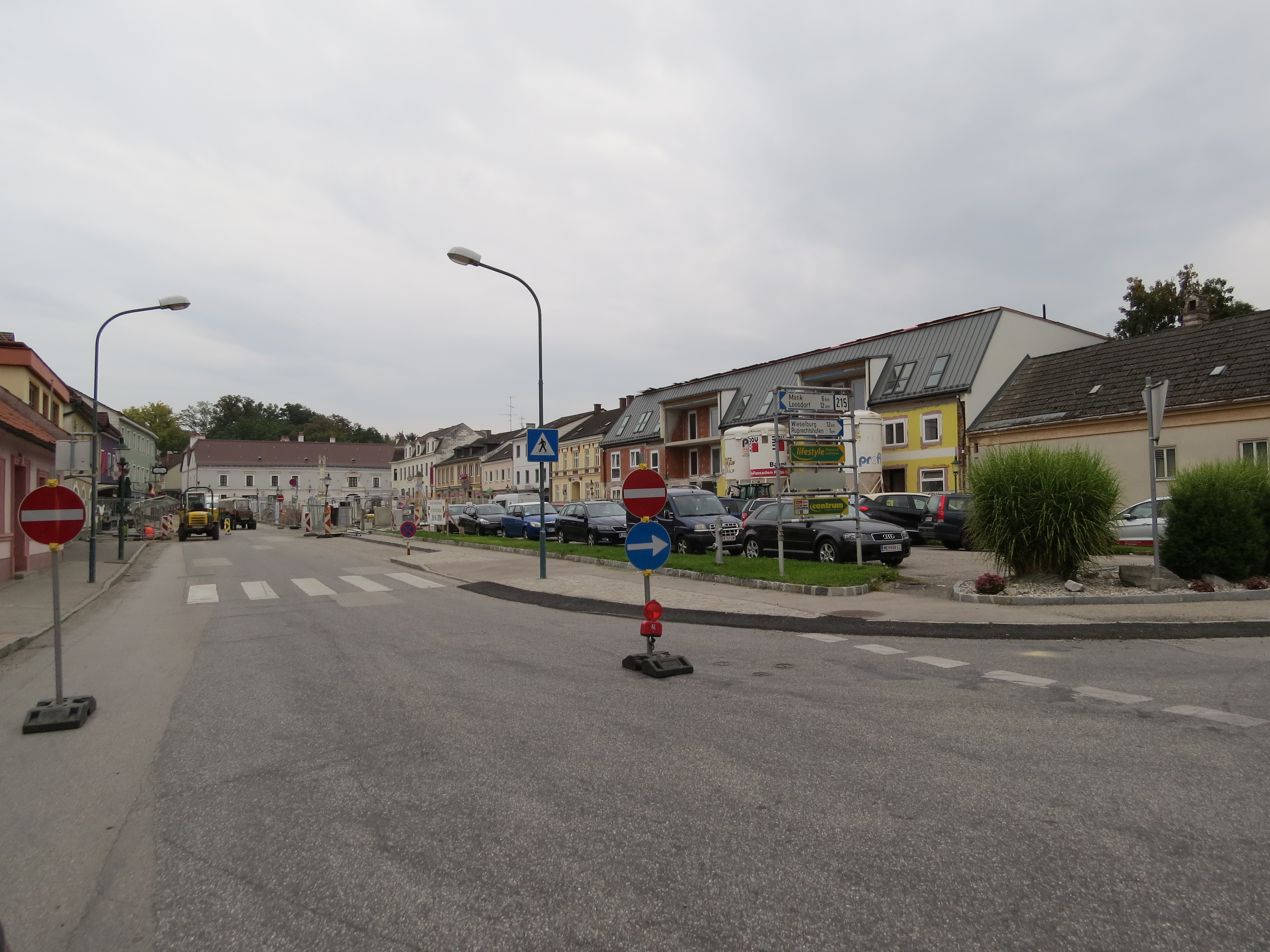
Náměstí v St. Leonhardu
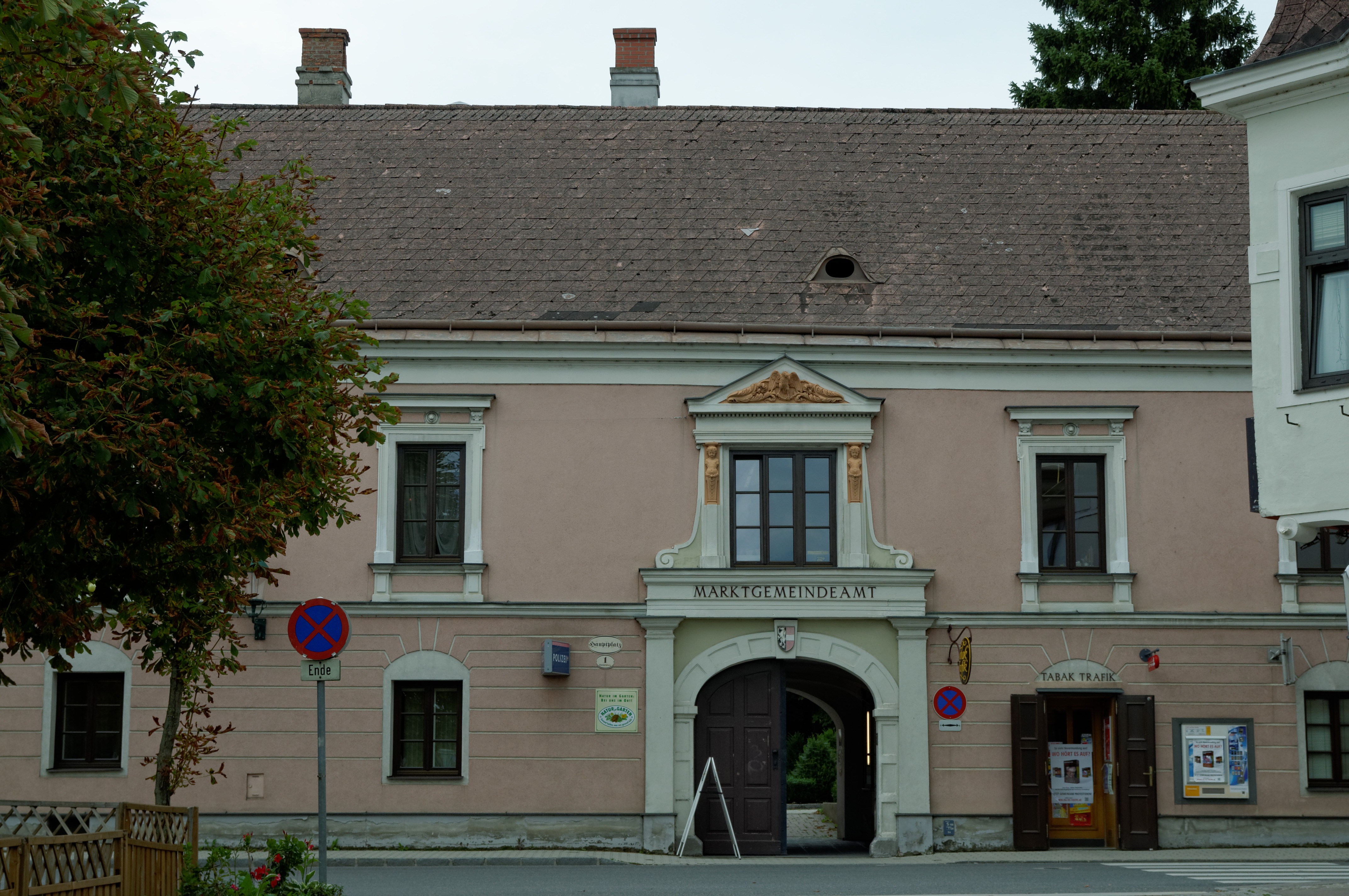
Zámek St. Leonhard
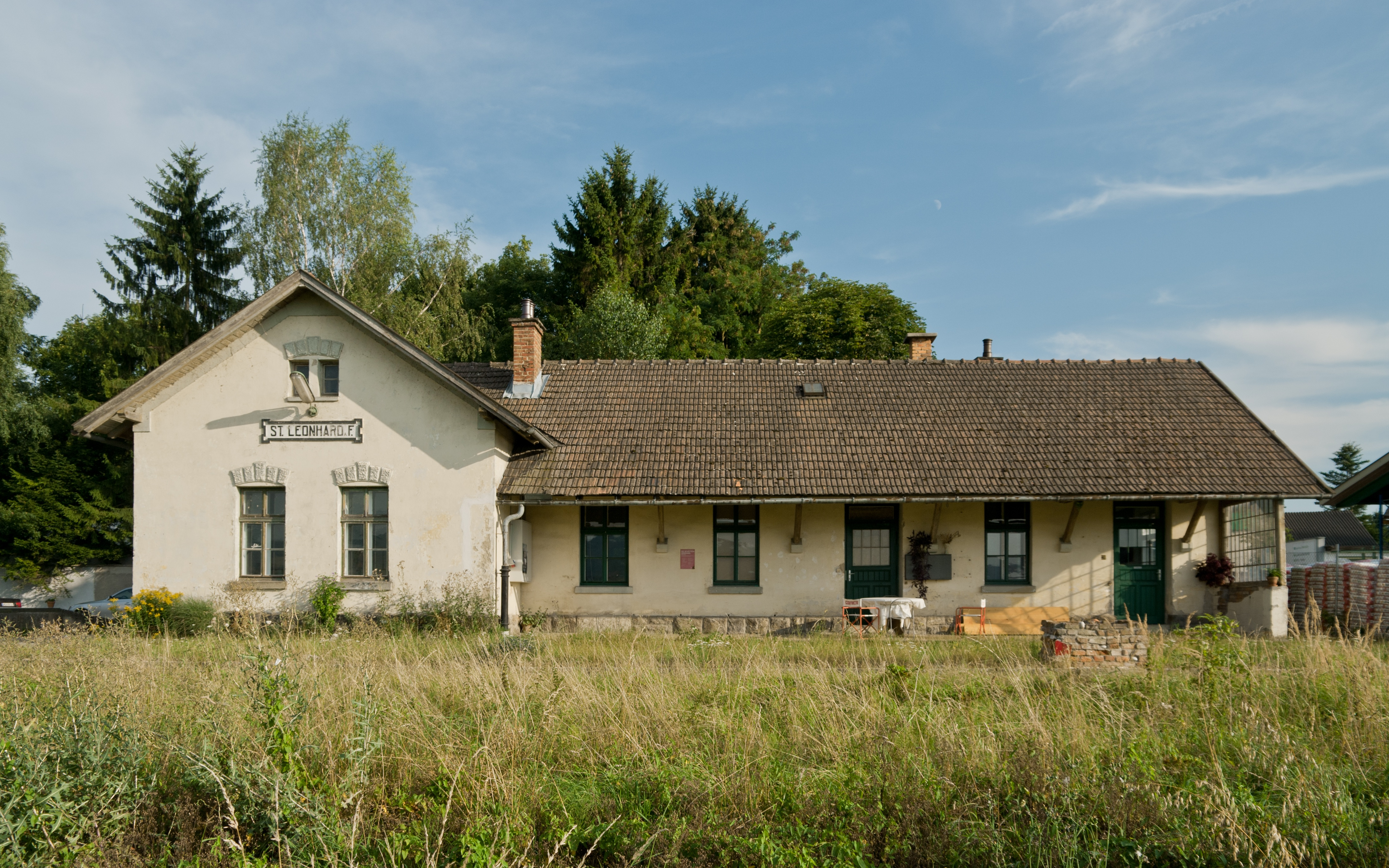
Bývalá vlaková stanice